# Athletic Club de Madrid 1914-1915
Questa voce raccoglie le informazioni riguardanti l'Athletic Club de Madrid, antico nome del Club Atlético de Madrid, nelle competizioni ufficiali della stagione 1914-1915.

## Stagione
Nella stagione 1914-1915 i colchoneros arrivano ultimi nel campionato Regional de Madrid cogliendo solo tre punti. Non partecipa alla Coppa del Re.

## Maglie e sponsor
| Manica sinistra · Manica sinistra · Maglietta · Maglietta · Manica destra · Manica destra · Pantaloncini · Calzettoni |

## Rosa
Rosa e ruoli dell'Athletic Club de Madrid nella stagione 1914-15
| N. |                   | Ruolo | Calciatore            |
| -- | ----------------- | ----- | --------------------- |
| -  | Spagna (bandiera) | P     | Luis Beguiristáin     |
| -  | Spagna (bandiera) | P     | Andrés Arístegui      |
| -  | Spagna (bandiera) | D     | Alejandro Smith       |
| -  | Spagna (bandiera) | D     | Joaquín Pérez         |
| -  | Spagna (bandiera) | D     | Manuel Galíndez       |
| -  | Spagna (bandiera) | C     | Pedro Muguruza        |
| -  | Spagna (bandiera) | C     | Urbano Iturbe         |
| -  | Spagna (bandiera) | C     | Sócrates Quintana     |
| -  | Spagna (bandiera) | C     | Adolfo Álvarez-Buylla |

| N. |                      | Ruolo | Calciatore           |
| -- | -------------------- | ----- | -------------------- |
| -  | Spagna (bandiera)    | C     | Juantorena           |
| -  | Spagna (bandiera)    | C     | Luis Goñi            |
| -  | Spagna (bandiera)    | A     | Manolón Garnica      |
| -  | Spagna (bandiera)    | A     | Saturnino Villaverde |
| -  | Spagna (bandiera)    | A     | Eguidazu             |
| -  | Spagna (bandiera)    | A     | Pagaza               |
| -  | Spagna (bandiera)    | A     | Luís Belaunde        |
| -  | Filippine (bandiera) | A     | Emiliano Zuloaga     |

## Statistiche

### Statistiche di squadra
| Competizione         | Punti | Totale | Totale | Totale | Totale | Totale | Totale | DR  |
| Competizione         | Punti | G      | V      | N      | P      | Gf     | Gs     | DR  |
| -------------------- | ----- | ------ | ------ | ------ | ------ | ------ | ------ | --- |
| Campionato Regionale | 3     | 6      | 1      | 1      | 4      | 6      | 17     | -11 |
| Totale               | 3     | 6      | 1      | 1      | 4      | 6      | 17     | -11 |